# The Crew-Cuts
The Crew-Cuts – kanadyjski kwartet wykonujący muzykę doo wop i pop tradycyjny, funkcjonujący w latach 1952–1964.

## Historia
Zespół stanowili tenorzy: Pat Barrett i John (Johnnie) Perkins, baryton Rudy Maugeri i bas Ray Perkins. Byli oni uczniami Johna Ronana z szkoły katedralnej św. Michała w Toronto, a w 1952 roku założyli kwartet pod nazwą The Four Tones i występowali w kościołach i stacji radiowej CKFH. W 1954 roku podczas występu w Cleveland kwartetem zainteresowało się wydawnictwo Mercury Records, które podpisało kontrakt z zespołem. Wówczas też kwartet zmienił nazwę na The Crew-Cuts, pochodzącą od popularnej w tamtych czasach fryzury.
Zespół koncentrował się na nagrywaniu coverów piosenek R&B i doo wop. Pierwszym komercyjnym sukcesem grupy był singel „Crazy 'Bout Ya Baby”. W 1954 roku wydano piosenkę „Sh-Boom”, będącą coverem The Chords. The Crew-Cuts nadali utworowi bardziej tradycyjne brzmienie i dodali orkiestrację w stylu big-band. Ta wersja zajęła pierwsze miejsce na liście Hot 100. W ciągu następnych lat piosenki kwartetu regularnie zajmowały miejsca w czołowej dwudziestce listy Top 100 (m.in. „Earth Angel” na trzecim miejscu).
Z chwilą pojawienia się takich rockandrollowych wykonawców jak Elvis Presley i Chuck Berry popularność zespołu zmalała. W 1958 roku grupa podpisała kontrakt z RCA, a w 1964 roku rozpadła się.
W 1984 roku zespół został włączony do Canadian Music Hall of Fame.

## Członkowie zespołu
- Pat Barrett – tenor
- John Perkins – tenor
- Rudy Maugeri – baryton
- Ray Perkins – bas